# 光滑函数
光滑函数（英語：Smooth function）在数学中特指无穷可导的函数，不存在尖点，也就是说所有的有限阶导数都存在。例如，指数函数就是光滑的，因为指数函数的导数是指数函数本身。
若一函数是连续的，则称其为{\displaystyle C^{0}}函数；若函数存在导函数，且其導函數連續，則稱為连续可导，記为{\displaystyle C^{1}}函数；若一函数{\displaystyle n}阶可导，并且其{\displaystyle n}阶导函数连续，则为{\displaystyle C^{n}}函数（{\displaystyle n\geq 1}）。而光滑函数是对所有{\displaystyle n}都属于{\displaystyle C^{n}}函数，特称其为{\displaystyle C^{\infty }}函数。

## 按照要求构造光滑函数
构造在给定区间外为零但在区间内非零的光滑函数经常很有用。这是可以达到的；另一方面来讲，一个幂级数不可能有这样的属性。这表明光滑和解析函数之间存在着巨大的鸿沟；所以泰勒定理一般不可以应用到展开光滑函数。
要给出这样的函数的显式构造，我们从构造如下的函数开始
{\displaystyle f(x)=\exp \left(-{\frac {1}{x}}\right)}，
开始先对{\displaystyle x>0}定义。我们不但有
{\displaystyle \lim _{x\to 0}f(x)\to 0}（从上式可以得到）
而且对于所有多项式{\displaystyle P},有
{\displaystyle \lim _{x\to 0}P(x)f(x)\to 0}
因为负指数的指数增长起支配作用。这意味着对于{\displaystyle x<0}设定{\displaystyle f(x)=0}将给出一个光滑函数。像{\displaystyle f(x)f(1-x)}这样的组合可以以任何给定区间为支撑构成；在这个特例中，该区间是{\displaystyle [0,1]}。这样的函数从{\displaystyle 0}开始有特别慢的‘启动’。
参看非解析無窮可微函數。

## 和解析函数理论的关系
用复分析的术语考虑，如下的函数
{\displaystyle g(z)=\exp(-{\frac {1}{z^{2}}})}
对于{\displaystyle z}取任何实数值是光滑的，但在{\displaystyle z=0}有一个本质奇点。也就是，在{\displaystyle z=0}附近的行为不好；但恰巧只看实参数时无法让我们发现这一点。

## 光滑单位分解
给定闭支撑的光滑函数用于构造光滑单位分解（参看拓扑学术语单位分解条目）；这在光滑流形的研究中有基本的作用，例如在证明黎曼度量可以从他们的局部存在性全局的定义时。一个简单的情形是实直线上的一个突起函数，一个光滑函数{\displaystyle f}在区间{\displaystyle [a,b]}外为{\displaystyle 0}，并且使得
{\displaystyle f(x)>0} for {\displaystyle a<x<b}.
给定一些直线上的互相重叠的区间，可以在每个区间上构造突起函数，在半无限区间（{\displaystyle -\infty ,c]}和{\displaystyle [d,+\infty }）上也可以，以覆盖整条直线，使得函数的和总是{\displaystyle 1}。
根据前面所说，单位分解不适用于全纯函数；它们的对于存在性和解析连续的不同行为是层论的根源之一。作为对比，光滑函数的层趋向于不包含很多拓扑信息。

## 流形的光滑映射
光滑流形之间的光滑映射可以用坐标图的方式来定义。因为函数的光滑性的概念和特定的坐标图的选取无关。这样的映射有一个一阶导数，定义在切向量上；它给出了在切丛的级别上的对应纤维间的线性映射。

## 高等定义
在需要讨论所有无穷可微函数的集合时，以及该空间的元素在微分和积分、求和、取极限时的行为时，人们发现所有光滑函数的空间不是一个合适的选择，因为它在这些操作下不是完备和闭合的。对于这个情况的一个正确处理，我们可以采用索伯列夫空间（Sobolev space）的概念。

## 参看
- 准解析函数